# バナー郡
バナー郡 (バナーぐん、英: Banner County) はアメリカ合衆国ネブラスカ州に位置する郡である。2000年現在、人口は819人である。ここの郡庁所在地はハリスバーグである。

## 地理
アメリカ合衆国統計局によると、この郡は総面積1,933 km2 (746 mi2) である。このうち1,933 km2 (746 mi2) が陸地で0 km2 (0 mi2) が水地域である。総面積の0.02%が水地域となっている。

## 人口動勢
| バナー郡 10年ごとの人口 |
| --- |
| 1890年 - 2,435人 1900年 - 1,114人 1910年 - 1,444人 1920年 - 1,435人 1930年 - 1,676人 1940年 - 1,403人 1950年 - 1,325人 1960年 - 1,269人 1970年 - 1,034人 1980年 - 0918人 1990年 - 0852人 2000年 - 0819人 |

2000年国勢調査に基づくバナー郡の人口ピラミッド

2000年現在の国勢調査で、この郡は人口819人、311世帯、及び237家族が暮らしている。人口密度は0/km2 (1/mi2) である。0/km2 (0/mi2) の平均的な密度に375軒の住居が建っている。この郡の人種的構成は白人95.85%、アフリカン・アメリカン0.12%、先住民0.24%、アジア0.12%、太平洋諸島系0.00%、その他の人種3.05%、及び混血0.61%である。人口の5.62%がヒスパニックまたはラテン系である。
この郡内の住民は28.80%が18歳未満の未成年、18歳以上24歳以下が3.70%、25歳以上44歳以下が24.30%、45歳以上64歳以下が27.20%、及び65歳以上が16.00%にわたっている。中央値年齢は40歳である。女性100人ごとに対して男性は108.40人である。18歳以上の女性100人ごとに対して男性は101.00人である。
この郡の世帯ごとの平均的な収入は31,339米ドルであり、家族ごとの平均的な収入は41,538米ドルである。男性は25,250米ドルに対して女性は18,750米ドルの平均的な収入がある。この郡の一人当たりの収入 (per capita income) は17,149米ドルである。人口の13.60%及び家族の12.30%は貧困線以下である。全人口のうち18歳未満の19.00%及び65歳以上の11.10%は貧困線以下の生活を送っている。

## 国勢調査指定場所
- ハリスバーグ (Harrisburg)